# Carlos Fernández de Felipe
Carlos Fernández (Madrid, 26 de mayo de 1971), conocido también bajo el nombre DIFLASH, es un fotógrafo español.

## Premios y nominaciones
| Premios         | Año  | Categoría                             | Resultado |
| --------------- | ---- | ------------------------------------- | --------- |
| Premios Quijote | 2007 | Mejor Fotografía de Paisaje           | Nominado  |
| Premios Quijote | 2007 | Mejor Fotografía de Retrato           | Plata     |
| Premios Quijote | 2007 | Mejor Fotografía de Reportaje Social  | Oro       |
| Premios Quijote | 2006 | Mejor Fotografía de Boda              | Bronce    |
| NOTODOFOTO      | 2005 | Categoría Única a la mejor fotografía | Finalista |